# Alessio Girelli
Alessio Girelli (Zevio, 25 januari 1972) is een Italiaans voormalig wielrenner.

## Belangrijkste overwinningen
1998
- Trofeo Città di Castelfidardo

## Grote rondes
| Jaar | Ronde van Italië | Ronde van Frankrijk | Ronde van Spanje |
| ---- | ---------------- | ------------------- | ---------------- |
| 2000 | opgave           |                     |                  |